# Subpersonalidade

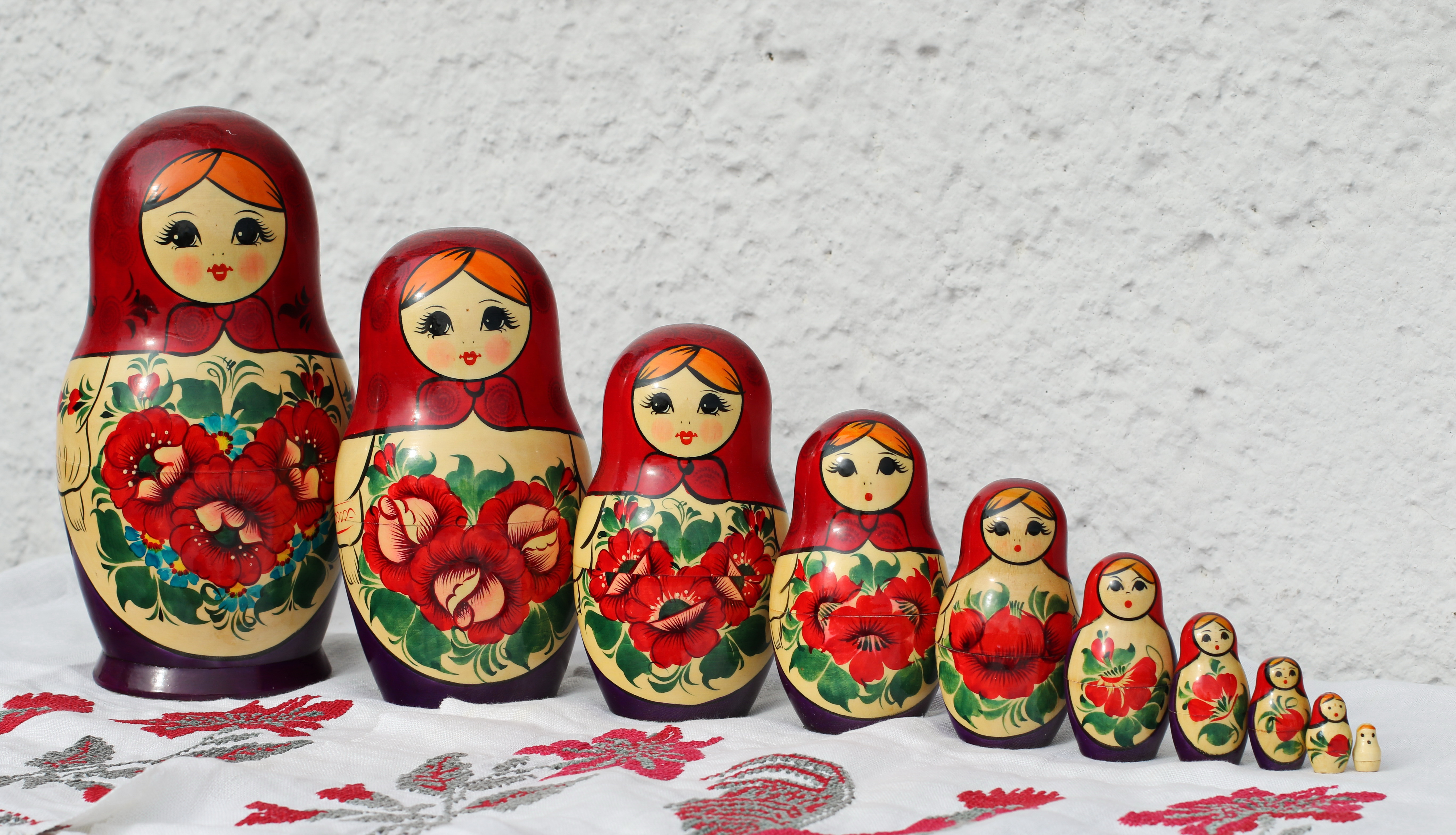
Bonecos empilháveis fornecem uma representação visual das subpersonalidades.

Uma subpersonalidade é, nas psicologias humanística, transpessoal e do ego, um modo de personalidade que é ativado (aparece temporariamente) para permitir que uma pessoa enfrente certos tipos de situações psicossociais. Semelhante a um complexo, o modo pode incluir pensamentos, sentimentos, ações, fisiologia e outros elementos do comportamento humano para autoapresentar um modo particular que funciona para negar determinadas situações psicossociais. O filósofo transpessoal estadunidense Ken Wilber e o psicólogo humanista inglês John Rowan sugeriram que a pessoa média tem cerca de uma dúzia de subpersonalidades.
As subpersonalidades são capazes de perceber a consciência como algo separado de si mesmas, bem como a imagem doméstica ligada a esses elementos. Ken Wilber definiu as subpersonalidades como "autoapresentações funcionais que navegam em situações psicossociais particulares". Por exemplo, se um crítico severo responde com pensamentos de julgamento, raiva, sentimentos superiores, palavras críticas, ação punitiva e/ou fisiologia tensa quando confrontado com sua própria falibilidade e / ou a de outros, essa é uma subpersonalidade do crítico severo que está entrando em ação para lidar com a situação de confronto.
O psicólogo David Lester revisou a extensa literatura sobre a subpersonalidade e a teoria do subself.

## Em psicoterapia
Muitas escolas de psicoterapia veem as subpersonalidades como estruturas ou entidades psicológicas relativamente duradouras que influenciam como uma pessoa se sente, percebe, se comporta e se vê. Ao longo da história da psicoterapia, muitas formas de terapia trabalharam com representações ou subpersonalidades da diversidade interna. Os primeiros métodos eram a análise junguiana, a psicossíntese, a análise transacional e a gestaltoterapia. Seguiram-se algumas formas de hipnoterapia e o trabalho da criança interior de John Bradshaw e outros. Por fim, surgiram formas de terapia amplamente baseadas no trabalho com as subpersonalidades, como o Diálogo com a Voz, a terapia do estado do ego e o trabalho de John Rowan. Um método recente e difundido de subpersonalidade é a terapia de sistemas familiares internos (terapia IFS), desenvolvida por Richard C. Schwartz. Ele vê as alterações (alters) de TDI no mesmo continuum das partes IFS (subpersonalidades), a única diferença é que as alterações são mais polarizadas e separadas do resto do sistema interno.
Estudos recentes mostraram que a integração da subpersonalidade no ambiente terapêutico da psicossíntese pode ajudar os clientes a aliviar a ansiedade e reconstruir suas identidades ao lidar com o choque cultural, aumentar a criatividade e ajudar a despertar o crescimento pessoal e espiritual em ateus autoidentificados.